# Lake Marcel-Stillwater (Washington)
Lake Marcel-Stillwater  est une census-designated place américaine de l'État de Washington dans le comté de King. 
La population était de 1 277 habitants en 2010.